# Фратоштица (Долж)
Фратоштица (рум. Fratoștița) насеље је у Румунији у жупанији Долж у граду Филијаши. Oпштина се налази на надморској висини од 174 m.

## Становништво
Према подацима из 2002. године у насељу је живело 2467 становника, од којих су сви румунске националности.